# Dohrniphora palawanensis
Dohrniphora palawanensis är en tvåvingeart som beskrevs av Ronald Henry Lambert Disney 1990. Dohrniphora palawanensis ingår i släktet Dohrniphora och familjen puckelflugor.
Artens utbredningsområde är Filippinerna. Inga underarter finns listade i Catalogue of Life.